# ایرا فون فورستنبرگ
ایرا فون فورستنبرگ (ایتالیایی: Ira von Fürstenberg؛ زادهٔ ۱۸ آوریل ۱۹۴۰) بازیگر، مدل و طراح جواهرات اهل ایتالیا است.
از فیلم‌هایی که وی در آن نقش داشته‌است، می‌توان به چشم طمع به همسایه طبقه پنجم نداشته باشید، عشق‌بازان، مرد سال، سلام-خداحافظ، پنج زن زیبا برای جشن نیمه پاییز و شب‌های داغ دون ژوان اشاره کرد.